# Chionis de Sparte
Chionis de Sparte (grec ancien : Χίονις Λάκων) est un vainqueur olympique originaire de la cité de Sparte.
Il réalisa trois fois de suite en course à pied le doublé stadion d'une longueur d'un stade (environ 192 m) et díaulos (double stade, soit environ 384 m) lors des 29e, 30e et 31e Jeux olympiques, en 664, 660 et 656 av. J.-C.. On lui attribue une victoire au saut en longueur en 664 av. J.-C. mais l'authenticité est discutée. Astylos de Crotone au Ve siècle av. J.-C. renouvela ce double triplé.
Chionis est parfois considéré comme vainqueur du stadion lors des Jeux de 668, peut-être confondu avec son prédécesseur Charmis de Sparte. 
Le saut en longueur de 52 pieds (un peu moins de 16 m), pose un problème. En effet, le saut en longueur n'est présent que dans l'épreuve du pentathlon et Chionis ne semble ni l'avoir préparée ni y avoir participé. De plus, les versions varient selon les éditions et les langues de la Chronique d'Eusèbe de Césarée qui évoqueraient 22 coudées, soit 33 pieds (un peu plus de 10 mètres). Selon les historiens, ces distances correspondent plus à un triple saut,. Ce cas est comparé à celui de Phaÿllus de Crotone auquel une épigramme attribue aussi une performance de 16 mètres au saut. Plusieurs savants théorisent des résultats de sauts cumulés ou un triple saut quand d'autres indiquent que l'inscription est humoristique ou que les chiffres souffrent d'une transmission corrompue,.
Les Spartiates lui ont dédié, deux siècles après sa victoire, une statue à Olympie, juste à côté de celle d'Astylos (originaire de Crotone mais passé à Syracuse pour sa dernière victoire olympique). Cette dédicace entrait dans le cadre de la rivalité entre les deux cités (Sparte et Syracuse).

## Sources
- (en) Paul Christesen, Olympic Victor Lists and Ancient Greek History, New York, Cambridge University Press, 2007, 580 p. (ISBN 978-0-521-86634-7).
- (de) Wolfgang Decker, Antike Spitzensportler : Athletenbiographien aus dem Alten Orient, Ägypten und Griechenland, Hildesheim, Arete Verlag, 2014, 201 p. (ISBN 978-3-942468-23-7).
- Eusèbe de Césarée, Chronique, Livre I, 70-82. Lire en ligne.
- (en) Mark Golden, Sport in the Ancient World from A to Z, Londres, Routledge, 2004, 184 p. (ISBN 0-415-24881-7).
- (en) David Matz, Greek and Roman Sport : A Dictionnary of Athletes and Events from the Eighth Century B. C. to the Third Century A. D., Jefferson et Londres, McFarland & Company, 1991, 169 p. (ISBN 0-89950-558-9).
- (it) Luigi Moretti, « Olympionikai, i vincitori negli antichi agoni olimpici », Atti della Accademia Nazionale dei Lincei, vol. VIII,‎ 1959, p. 55-199.
- Pausanias, Description de la Grèce [détail des éditions] [lire en ligne] (3, 14, 3) et (6, 13, 2).